# ایی-۶۸۳۷
ایی-۶۸۳۷ (به انگلیسی: E-6837) با فرمول شیمیایی C۲۲H۲۲ClN۳O۲S یک ترکیب شیمیایی است. که جرم مولی آن ۴۲۷٫۹۵ g/mol می‌باشد. 